# Albertine (album)
Albertine è il secondo album della cantante neozelandese Brooke Fraser, pubblicato il 4 dicembre 2006 dalla Sony Music.
L'album è stato promosso dai singoli Deciphering Me, Shadowfeet, l'omonimo Albertine e C.S. Lewis Song e, come il precedente, ha raggiunto la vetta della classifica neozelandese ed è entrato in quella australiana.

## Tracce
CD (Sony Music Distribution 25162)
Testi e musiche di Brooke Fraser.
1. Shadowfeet – 3:37
2. Deciphering Me – 4:17
3. Love, Where Is Your Fire? – 4:20
4. Love Is Waiting – 4:31
5. Albertine – 3:55
6. C.S. Lewis Song – 4:38
7. Epilogue – 1:13
8. Faithful – 4:18
9. Seeds – 3:56 (Dave Bassett, Brooke Fraser)
10. Hosea's Wife – 4:06
11. The Thief – 3:21 (Brooke Fraser, Dan Wilson)
12. Hymn – 3:14

Durata totale: 45:26

## Classifiche
| Paese         | Posizione raggiunta |
| ------------- | ------------------- |
| Nuova Zelanda | 1                   |
| Australia     | 29                  |
| Stati Uniti   | 90                  |

## Certificazioni
| Paese         | Certificatione | Vendite |
| ------------- | -------------- | ------- |
| Australia     | Oro            | 35.000+ |
| Canada        | Oro            | 60.000  |
| Nuova Zelanda | 4× Platino     | 60.000+ |
| Stati Uniti   | —              | 16.000+ |